# 褐斑長吻蚜
褐斑長吻蚜（学名：Stomaphis liquidambarus），又名楓香長吻蚜，为大蚜科長吻大蚜屬下的一个种。